# Anès
Der Anès ist ein kleiner Fluss in Frankreich, der im Département Cantal in der Region Auvergne-Rhône-Alpes verläuft. Er entspringt im Gemeindegebiet von Roumégoux, entwässert generell in südlicher Richtung und mündet nach rund 17 Kilometern im Gemeindegebiet von Saint-Étienne-de-Maurs als rechter Nebenfluss in die Rance, in deren Tal hier die Bahnstrecke Figeac–Arvant verkehrt.

## Orte am Fluss
(Reihenfolge in Fließrichtung)
- Laborie, Gemeinde Roumégoux
- Madelco, Gemeinde Parlan
- Les Ols, Gemeinde Parlan
- Reilhac, Gemeinde Rouziers
- Rouziers
- Moulin d’Anès, Gemeinde Rouziers
- Lauressergues, Gemeinde Boisset
- Saint-Julien-de-Toursac
- Bezons, Gemeinde Saint-Julien-de-Toursac
- Bersagol, Gemeinde Saint-Étienne-de-Maurs
- Le Genêt d’Or, Gemeinde Saint-Étienne-de-Maurs